# 78º Reggimento d'assalto aereo "Herts"
Il 78º Reggimento d'assalto aereo autonomo "Herts" (in ucraino 78-й окремий десантно-штурмовий полк «Ґерць»?, 78-j okremyj desantno-šturmovyj polk «Gerc'», unità militare A7788) è un'unità di fanteria aviotrasportata delle Forze d'assalto aereo ucraine.

## Storia
L'unità è stata costituita il 24 febbraio 2022, in concomitanza con l'inizio dell'invasione russa dell'Ucraina, come compagnia per operazioni speciali della Guardia nazionale. Nelle prime fasi della guerra ha preso parte alla difesa di Kiev. In seguito è stata riassegnata alla Direzione principale dell'intelligence ed espansa come distaccamento consolidato, il quale è stato impiegato nell'estate del 2022 durante le incursioni e i tentativi di sbarco presso la centrale nucleare di Zaporižžja a Enerhodar.
Il 6 aprile 2023 l'unità è stata riorganizzata come reggimento d'assalto in seno alle Forze d'assalto aereo ucraine. A partire da giugno ha partecipato alla controffensiva estiva nella regione di Zaporižžja, venendo impiegata in particolare nella battaglia per il villaggio di Robotyne. Ha continuato a operare nel saliente fino alla fine dell'anno, combattendo presso Verbove. All'inizio del 2024 parte del reggimento è stata ritirata dal fronte per essere sottoposta ad ulteriore addestramento. In primavera l'unità è stata schierata in combattimento a est di Avdiïvka, a difesa del villaggio di Netajlove e nei pressi di Kurachove. Ad agosto 2024 elementi del reggimento hanno preso parte all'offensiva ucraina nell'oblast' di Kursk. All'inizio di febbraio 2025 elementi del reggimento e dell'82ª Brigata d'assalto aereo e hanno lanciato un attacco a est di Sudža, aggirando le posizioni dell'11ª Brigata d'assalto aereo russa nei pressi di Ulanok e infliggendo gravi perdite ai reparti avversari, rimasti isolati e senza supporto, e catturando diversi prigionieri.

## Struttura
- Comando di reggimento[10]
- 1º Battaglione d'assalto aereo
- 2º Battaglione d'assalto aereo
- 8º Battaglione fucilieri (Kiev, unità militare A7092)[11]
- Compagnia corazzata
- Battaglione sistemi senza pilota "Džmil"
- Battaglione artiglieria "Hunting Owls"
- Compagnia d'assalto "Avangard"
- Compagnia fuoco di supporto

## Comandanti
- Colonnello Vjačeslav Ponamarenko (2022 - 2024)
- Colonnello Roman Jevčun (2024 - in carica)[12]